# اولانچا (کالیفرنیا)
اولانچا (به انگلیسی: Olancha) یک منطقهٔ مسکونی در ایالات متحده آمریکا است که در شهرستان اینیو، کالیفرنیا واقع شده‌است. اولانچا ۲۰٫۳۸۸ کیلومتر مربع مساحت و ۱۹۲ نفر جمعیت دارد و ۱٬۱۱۵ متر بالاتر از سطح دریا واقع شده‌است.